# Florent Malouda
Florent Malouda (* 13. Juni 1980 in Cayenne, Französisch-Guayana) ist ein ehemaliger französischer Fußballspieler. Der Mittelfeldspieler wurde auch im Sturm eingesetzt.

## Karriere

### Verein
Florent Malouda begann seine Spielerkarriere beim Amateurklub ASC Remiré; 1995 wechselte er zum französischen Zweitligisten LB Châteauroux. In Châteauroux' einziger Erstligasaison (1997/98) kam er nur einmal zum Einsatz, unterschrieb dort anschließend seinen ersten Profivertrag und etablierte sich dann als Stammspieler in der zweiten Liga, wobei er in 58 Spielen fünf Tore erzielte. Im Jahr 2000 wechselte er zu EA Guingamp, obwohl sich auch andere weitaus größere Vereine für ihn interessierten. Dort spielte er an der Seite von Didier Drogba und qualifizierte sich mit dem Verein für den UI-Cup.
Nach drei Jahren in Guingamp, in denen er häufig zu überzeugen wusste (92 Erstligapartien, 15 Treffer), wechselte er im Sommer 2003 für 2,5 Millionen Euro zum französischen Meister Olympique Lyon, mit dem er jedes Jahr Meister wurde und die Trophée des Champions gewann. Insgesamt spielte er 231-mal in der französischen Ligue 1 und schoss dabei 40 Tore.

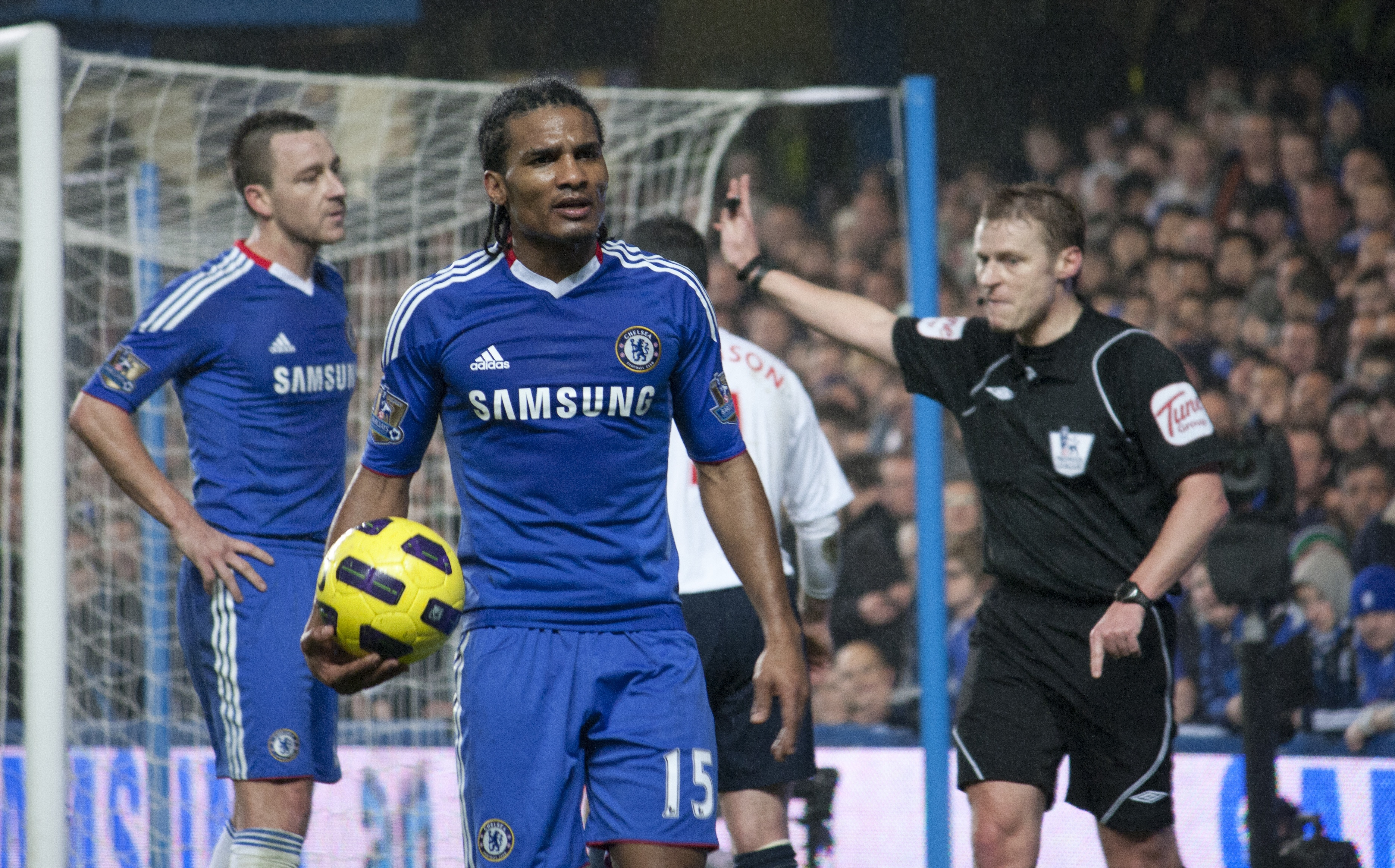
Florent Malouda, 2011; Im Hintergrund John Terry und Schiedsrichter Mike Jones

Zur Saison 2007/08 wechselte er für rund 13,5 Millionen Pfund zum englischen Vizemeister und FA-Cup Sieger FC Chelsea, bei dem er anfangs mit Umstellungsproblemen zu kämpfen hatte. Nachdem er sich an den englischen Fußball gewöhnt hatte, bekam er immer mehr Einsatzzeit. In der Saison 2008/09 absolvierte er 31 Ligaspiele. In der Saison 2009/10 stand er 33-mal für den FC Chelsea auf dem Rasen und erzielte zwölf Tore. Ferner wurde er im März 2010 zum Fußballer des Monats der Premier League gewählt. In der Saison 2011/12 gewann Malouda mit dem FC Chelsea zum dritten Mal den FA Cup und erstmals die UEFA Champions League.
Zur Saison 2012/13 wurde Malouda aus dem Kader der ersten Mannschaft gestrichen und in den Reservekader verbannt. Nach Auslaufen seines Vertrages am 30. Juni 2013 verließ er den Verein. Seit der Saison 2013/14 spielt der Franzose bei Trabzonspor. Am 2. Spieltag erzielte er am 26. August 2013 beim Derby gegen Çaykur Rizespor sein erstes Tor für Trabzonspor. Am 19. August 2014 wurde er von Trabzonspor suspendiert. Grund dafür war eine Handgreiflichkeit mit dem Trainer Vahid Halilhodžić.
Nach gegenseitigem Einvernehmen löste er Ende August 2014 seinen Vertrag mit Trabzonspor auf und verließ bereits nach einem Jahr den Schwarzmeerklub.
Im September 2014 gab der FC Metz die Verpflichtung von Malouda bekannt. Nachdem er 28 Erstligaeinsätze absolviert hatte und dabei dreimal zum Torerfolg gekommen war, lief sein Vertrag mit Saisonende 2014/15 aus und wurde nicht weiter verlängert. Daraufhin wechselte er zum Erstligisten Delhi Dynamos FC in die Indian Super League.
Von Januar bis Juli 2016 stand er leihweise beim ägyptischen Verein Wadi Degla unter Vertrag und kehrte für die Saison 2016/17 zu Delhi Dynamos FC zurück.
Nachdem er ein halbes Jahr ohne Verein war, schloss er sich im Januar 2018 dem FC Differdingen 03 in der luxemburgischen BGL Ligue an.

### Nationalmannschaft
Florent Malouda spielte bereits in der französischen U18-Nationalmannschaft, bevor er am 17. November 2004 bei einem Freundschaftsspiel gegen Polen zum ersten Mal in der A-Mannschaft aufgeboten wurde. Seinen ersten Pflichtspieleinsatz hatte er beim Qualifikationsspiel für die WM 2006 gegen Israel.
Bei der WM lief Malouda ab dem zweiten Gruppenspiel gegen Südkorea bis zum Finale gegen Italien immer auf. Dort holte er, nachdem er von Marco Materazzi gefoult wurde, den Elfmeter zum 1:0-Zwischenstand heraus. Trotz dieser Aktion und einer gelungenen Partie am linken Flügel reichte es nicht zum Sieg. Das Spiel ging im Elfmeterschießen verloren.
Auch bei der EM-Endrunde 2008 gehörte er zum französischen Aufgebot. Die französische Mannschaft enttäuschte auf voller Linie. Malouda spielte im ersten Gruppenspiel gegen Rumänien durch. Im zweiten gegen die Niederlande wurde er beim Stand von 0:2 für Bafétimbi Gomis ausgewechselt.
Bei der für die Franzosen nicht nur sportlich desaströsen Weltmeisterschaft 2010 gelang ihm das einzige Tor der Équipe Tricolore. Sein 80. und letztes A-Länderspiel bestritt Florent Malouda bei Frankreichs 0:2-Niederlage während der Europameisterschaftsendrunde 2012 gegen Spanien.
Neben seiner Karriere in der französischen Nationalmannschaft absolvierte Malouda auch bisher drei Einsätze für die Nationalmannschaft von Französisch-Guayana. Da diese nicht dem Weltverband FIFA angehört, war ihm dies trotz seines vorherigen Engagements für die französische Nationalmannschaft möglich. Nachdem er beim CONCACAF Gold Cup 2017, der nach dem FIFA-Reglement ausgetragen wird, im Spiel gegen Honduras zum Einsatz kam, wurde das Spiel nachträglich mit 3:0 für Honduras gewertet.

## Andere Aktivitäten
Florent Malouda setzt sich bereits während seiner aktiven Zeit insbesondere für die Förderung jugendlicher Fußballer in Französisch-Guayana ein. 2009 hat er eine Stiftung („One Love“) gegründet, die materielle Unterstützung für sie leistet. Seine Prämien für die Saison 2009/10 hat er zur Anschaffung von Kleinbussen für dortige Fußballvereine verwendet. Und im Sommer 2011 wurde er Anteilseigner des französischen Erstligaaufsteigers FCO Dijon; Malouda begründete dies damit, dass der Klub seinem Bruder Lesly eine zweite Chance gegeben habe. Außerdem initiiert der FCO mit dieser Investition ein Projekt, das jungen Spielern aus der frankophonen Welt, die in Frankreich Fuß zu fassen versuchen, erste Schritte erleichtert und Wege ebnet. Im Januar 2025 trat Malouda der Bürgerreserve (Réserve citoyenne) vom 3. Infanterie-Fremdenregiment (3ᵉ REI) bei.

## Titel und Erfolge

### Verein
- UEFA Champions League: 2012
- Französische Meisterschaft: 2004, 2005, 2006, 2007
- Trophée des Champions: 2004, 2005, 2006, 2007
- FA Cup: 2009, 2010, 2012
- Englischer Meister: 2010

### Nationalmannschaft
- Vize-Weltmeister: 2006

### Individuell
- Ligue-1-Spieler des Jahres: 2007
- Spieler des Monats der Ligue 1: November 2006
- Premier-League-Spieler des Monats: März 2010

## Belege und Anmerkungen
1. ↑   trabzonspor.org.tr: Malouda ile anlaşma sağlandı (Memento vom 23. Juli 2013 im Internet Archive) (abgerufen am 17. Juli 2013)
2. ↑  trtspor.com.tr: "Malouda ile yollar ayrıldı!" (abgerufen am 29. August 2014)
3. ↑  Mitteilung Offizieller Twitteraccount des FC Metz, abgerufen und veröffentlicht am 12. September 2014 (französisch)
4. ↑  Former Chelsea star Florent Malouda joins Wadi Degla, Goal.com (englisch), abgerufen am 29. Januar 2016
5. ↑  Recrutement de Florent Malouda, fcd03.lu (französisch), abgerufen am 25. Januar 2018
6. ↑  CONCACAF Gold Cup Disciplinary Committee Issues Decision in French Guiana Player Eligibility Case. In: GoldCup.org. 14. Juli 2017, archiviert vom Original am 7. April 2019; abgerufen am 21. Juli 2017.  Info: Der Archivlink wurde automatisch eingesetzt und noch nicht geprüft. Bitte prüfe Original- und Archivlink gemäß Anleitung und entferne dann diesen Hinweis.
7. ↑  Interview mit Malouda in France Football vom 31. Mai 2011, S. 48–50.
8. ↑  Chef de corps du 3ᵉ REI: Le 3ᵉ REI accueille dans sa réserve citoyenne M. Florent Malouda, en qualité d’officier. X, 17. Januar 2025, abgerufen am 18. Januar 2025.

| Vorgänger | Amt                             | Nachfolger    |
| --------- | ------------------------------- | ------------- |
| Juninho   | Ligue-1-Spieler des Jahres 2007 | Karim Benzema |

| Personendaten    | Personendaten                |
| ---------------- | ---------------------------- |
| NAME             | Malouda, Florent             |
| KURZBESCHREIBUNG | französischer Fußballspieler |
| GEBURTSDATUM     | 13. Juni 1980                |
| GEBURTSORT       | Cayenne, Französisch-Guayana |